# 紀凱峰
紀凱峰（1975年—），臺中人，自2002年至2024年為臺灣法官，曾為臺灣高等法院金融專庭、臺灣臺北地方法院金融專庭法官 ，承審過諸多臺灣重大金融弊案，於2024年7月辭職，現為執業律師，臺灣法治會計學會秘書長，世新大學法律系兼任副教授。

## 經歷
紀凱峰為臺灣大學法律研究所碩士，美國紐約哥倫比亞大學法學碩士，東吳大學會計研究所碩士。司法官訓練所司法官班41期結業，曾由司法院選派至美國紐約大學擔任訪問學者。
2012年，擔任林益世索賄案受命法官。10月25日，裁定林益世以5,000萬元交保。2013年，林益世索賄案中，紀凱峰、審判長吳秋宏與陪席法官林孟皇意見並不完全一致，有些見解相近、有些不同，甚至有三種不同意見。尤其紀凱峰與林孟皇的看法多處不同。最後，三人經長時間激烈討論，才以最大公約數取得共識，依罪刑法定原則，認定林益世所為不該當《貪汙治罪條例》所定之公務員違背職務行為，雖然判決林益世並不構成貪污治罪條例之收賄罪，但構成刑法之公務員藉勢藉端勒索罪，判處林益世有期徒刑七年，但仍引起輿論一片嘩然，物議沸騰，特偵組表示將會上訴。
紀凱峰自2002年至2024年間，先後任職於臺灣台北地方法院金融專庭、臺灣高等法院金融專庭法官，其任職金融庭法官期間提出諸多創新觀點之見解，例如證券交易法第171條第1項第1款財報申報公告不實罪，應以「不實財務資訊具有重要性」之「重大性」為成罪要件，並提出應以「量性指標」及「質性指標」綜合判斷是否具「重大性」（臺北地方法院102年度金訴字第6號）。此種論點嗣後亦獲得最高法院認可（最高法院111年度台上字第5443號，最高法院值得參考裁判）形成目前實務通說。
另外，2022年，紀凱峰在一場由最高檢察署及經濟刑法學會舉辦之「證券交易法操縱股價罪不法所得計算」研討會中，主張司法實務就操縱股價罪不法犯罪所得之計算有兩大盲點，將會嚴重低估炒股者之不法利得，並主張應改採「分戶、逐日」計算方式，才能真正釐清犯罪所得，並由法院裁判加以沒收，實現司法正義。紀凱峰的主張一提出，立刻獲得與會學者、專家高度肯定，與會者紛從外國立法例、會計準則等多項觀點立論，一致認為採「分戶逐日」的計算方式可供日後實務適用重要依據，避免再造成違法操縱股價者不需付出代價、無庸沒收，合法投資人卻血本無歸亂象。
紀凱峰擔任金融專庭法官期間，承審過臺灣諸多重大金融案件，包括企業舞弊、操縱股價、內線交易、證券交易詐欺等，其中較有名的有：龍邦、國寶集團負責人內線交易、操縱股價、背信案、中信金紅火案、前國民黨副主席及行政院祕書長等貪污洗錢案、前連一鮑魚董事長操縱TDR案、台北101前董事長淘空背信金尚昌公司案、大西洋飲料公司前總經理背信財報不實案、揚華科技公司負責人背信財報不實案、綠能科技公司前董事及經理人內線交易案、和椿公司大股東炒股案、大同公司前董事長財報不實案、必翔公司炒股案、吉祥全球、佳必琪炒股案等。
紀凱峰常年定期受邀擔任法官學院、司法官學院、臺北地檢署、高等檢察署、最高檢察署、法務部調查局、金管會證期局、證券交易所、櫃檯買賣中心、臺北律師公會、會計師公會、臺灣律師學院、法治會計學會，及四大會計師事務所之講座，主要講授企業舞弊、內線交易、背信及常規交易、財報不實、操縱股價、會計師簽證不實法律責任及銀行法等審判實務課程，並曾發表「企業經管階層舞弊財報不實罪之認定基準」、「公司經理人收取回扣之法律責任」、「司法實務就操縱股價不法利得計算方式之盲點及修正」、「會計師不實簽證罪責判斷方法之初探」、「虛擬貨幣是否為銀行法非法經營收受存款業務罪之吸金標的」、「論內線交易消息明確時點之認定－擺脫『明確』的字義魔咒」等論文多篇。
紀凱峰於2024年取得東吳大學會計研究所碩士學位，其碩士論文「論會計師審計失敗之刑事責任—以保持專業懷疑及假設收入認列存有舞弊假設為中心」，係以審計學方法論及查核簽證為基礎，結合刑法學及紀凱峰之金融法審判實務經驗，對審究會計師簽證責任提出之系統性判斷方法之論文。
紀凱峰於2024年7月辭職轉任律師。其卸任法官前，任職法官長達22年，擔任金融專庭法官期間長達10年，卸任後係臺灣律師界擔任金融專庭法官期間最久，審理金融案件經驗最豐富之律師。

## 爭議

### 輕判林益世事件
2013年5月，前行政院秘書長林益世涉貪案，一審被認定非貪汙罪，輕判7年4個月，引爆民怨。現在合議庭3位法官，吳秋宏、紀凱峰和林孟皇都被網友人肉搜索。有法官在論壇發表這次審判是樹立司法里程碑，被網友嘲諷應該是墓碑，批評根本是恐龍法官，但這3位法官立場一致，都表示不能因為順應民意，影響法律判決。2013年5月，前行政院秘書長林益世涉貪案一審「輕判」惹議，台北地院合議庭3名法官吳秋宏、紀凱峰、林孟皇為了自清，自請移送法官評鑑委員會評鑑，被其他法官斥為「司法鬧劇」。受命法官紀凱峰7日表示，「不能因判決和大眾期待不同，就罵法官恐龍。」